# Tour Landscape
La Tour Landscape, anche chiamata Tour Pascal, è un grattacielo situato nel quartiere finanziario della Défense, a Puteaux, comune alla periferia di Parigi. 
Situato in Place des Degrés a Puteaux, il complesso immobiliare Landscape fa parte del progetto Rose de Cherbourg che prevede la riqualificazione dell'anello Boulevard Circulaire in una passeggiata con vegetazione sospesa ispirata alla High Line di New York, oltre a nuovi collegamenti tra la città di Puteaux e La Défense.
Originariamente costruito nel 1983, l'ammodernamento della torre è stato inaugurato nel marzo 2021.